# نيادات
النَيَّادَات أو محارية نهرية (الاسم العلمي: Unionidae)، فصيلة من محاريات المياه العذبة تنتمي إلى الرخويات ذوات الصدفتين، ورتبة محاريات نهرية.
نطاق التوزيع لهذه الفصيلة في جميع أنحاء العالم. وأكثر تنوع لها في أمريكا الشمالية، مع حوالي 297 تصنيفًا معترفًا به.، ولكن الصين وجنوب شرق آسياتضم أيضًا أنواعًا متنوعة جدًا